# Tournoi des Six Nations 2006
Cet article traite de l'épreuve masculine. Pour la compétition féminine, voir Tournoi des Six Nations féminin 2006.
 (décembre 2021).
Si vous disposez d'ouvrages ou d'articles de référence ou si vous connaissez des sites web de qualité traitant du thème abordé ici, merci de compléter l'article en donnant les références utiles à sa vérifiabilité et en les liant à la section « Notes et références ».
Navigation
Tournoi 2005 Tournoi 2007
Le Tournoi des Six Nations 2006 s'est déroulé en février et mars 2006. La France l'emporte devant l'Irlande qui gagne la Triple Couronne en consolation.

## Classement final
| Rang | Nation             | J | V | N | D | Pm  | Pe  | Diff | Pts |
| ---- | ------------------ | - | - | - | - | --- | --- | ---- | --- |
| 1    | France             | 5 | 4 | 0 | 1 | 148 | 85  | +63  | 8   |
| 2    | Irlande            | 5 | 4 | 0 | 1 | 131 | 97  | +34  | 8   |
| 3    | Écosse             | 5 | 3 | 0 | 2 | 78  | 81  | -3   | 6   |
| 4    | Angleterre         | 5 | 2 | 0 | 3 | 120 | 106 | +14  | 4   |
| 5    | Pays de Galles (T) | 5 | 1 | 1 | 3 | 80  | 135 | -55  | 3   |
| 6    | Italie             | 5 | 0 | 1 | 4 | 72  | 125 | -53  | 1   |

|  | Vainqueur du Tournoi |
|  | T : Tenant du titre. |

- Attribution des points de classement (Pts) :
2 points pour une victoire, 1 pour un match nul, rien en cas de défaite
- Règles de classement[1] :
1. points de classement Pts, 2. différence de points Diff, 3. nombre d'essais marqués, 4. titre partagé.

## Acteurs du tournoi des Six Nations

Participants au tournoi des Six Nations.

### Joueurs

#### Angleterre
| Entraîneur | Entraîneur             | Andy Robinson                                                 |
| Avants     | Pilier                 | Perry Freshwater, Andrew Sheridan, Matt Stevens, Julian White |
| Avants     | Talonneur              | George Chuter, Lee Mears, Steve Thompson                      |
| Avants     | Deuxième ligne         | Steve Borthwick, Danny Grewcock, Simon Shaw                   |
| Avants     | Troisième ligne aile   | Lewis Moody, Joe Worsley                                      |
| Avants     | Troisième ligne centre | Martin Corry , Lawrence Dallaglio                             |
| Arrières   | Demi de mêlée          | Matt Dawson, Harry Ellis                                      |
| Arrières   | Demi d'ouverture       | Andy Goode, Charlie Hodgson, Dave Walder                      |
| Arrières   | Centre                 | Stuart Abbott, Jamie Noon, Mike Tindall                       |
| Arrières   | Ailier                 | Ben Cohen, Mark Cueto, James Simpson-Daniel                   |
| Arrières   | Arrière                | Josh Lewsey, Tom Voyce                                        |

#### Écosse
| Entraîneur | Entraîneur             | Frank Hadden                                                |
| Avants     | Pilier                 | Bruce Douglas, Gavin Kerr, Craig Smith                      |
| Avants     | Talonneur              | Ross Ford, Dougie Hall, Scott Lawson                        |
| Avants     | Deuxième ligne         | Nathan Hines, Alastair Kellock, Scott MacLeod, Scott Murray |
| Avants     | Troisième ligne aile   | Allister Hogg, Jon Petrie, Jason White                      |
| Avants     | Troisième ligne centre | Simon Taylor                                                |
| Arrières   | Demi de mêlée          | Mike Blair, Chris Cusiter                                   |
| Arrières   | Demi d'ouverture       | Dan Parks, Gordon Ross                                      |
| Arrières   | Centre                 | Marcus Di Rollo, Andrew Henderson, Ben MacDougall           |
| Arrières   | Ailier                 | Sean Lamont, Chris Paterson, Simon Webster                  |
| Arrières   | Arrière                | Hugo Southwell                                              |

#### France
| Entraîneur | Entraîneur             | Bernard Laporte                                                               |
| Avants     | Pilier                 | Pieter de Villiers, Sylvain Marconnet, Olivier Milloud                        |
| Avants     | Talonneur              | Sébastien Bruno, Raphaël Ibañez, Dimitri Szarzewski                           |
| Avants     | Deuxième ligne         | Lionel Nallet, Fabien Pelous , Jérôme Thion                                   |
| Avants     | Troisième ligne aile   | Olivier Magne, Rémy Martin, Yannick Nyanga                                    |
| Avants     | Troisième ligne centre | Julien Bonnaire, Thomas Lièvremont                                            |
| Arrières   | Demi de mêlée          | Jean-Baptiste Élissalde, Dimitri Yachvili                                     |
| Arrières   | Demi d'ouverture       | Benjamin Boyet, Frédéric Michalak                                             |
| Arrières   | Centre                 | Guillaume Boussès, Florian Fritz, David Marty, Damien Traille, Ludovic Valbon |
| Arrières   | Ailier                 | Christophe Dominici, Cédric Heymans, Aurélien Rougerie                        |
| Arrières   | Arrière                | Nicolas Brusque, Thomas Castaignède                                           |

#### Galles
| Entraîneur | Entraîneur             | Mike Ruddock, puis Scott Johnson                              |
| Avants     | Pilier                 | Gethin Jenkins, Adam R. Jones, Duncan Jones                   |
| Avants     | Talonneur              | Mefin Davies, Thomas Rhys Thomas                              |
| Avants     | Deuxième ligne         | Adam M. Jones, Ian Gough, Robert Sidoli                       |
| Avants     | Troisième ligne aile   | Colin Charvis, Dafydd Jones, Jonathan Thomas, Martyn Williams |
| Avants     | Troisième ligne centre | Gareth Delve, Michael Owen, Alix Popham                       |
| Arrières   | Demi de mêlée          | Gareth Cooper, Dwayne Peel, Mike Phillips, Andy Williams      |
| Arrières   | Demi d'ouverture       | Stephen Jones, Nicky Robinson, Ceri Sweeney                   |
| Arrières   | Centre                 | Gavin Henson, Hal Luscombe, Matthew Watkins,                  |
| Arrières   | Ailier                 | Dafydd James, Mark Jones, Shane Williams                      |
| Arrières   | Arrière                | Lee Byrne, Barry Davies, Gareth Thomas                        |

#### Irlande
| Entraîneur | Entraîneur             | Eddie O'Sullivan                                                      |
| Avants     | Pilier                 | Simon Best, Reggie Corrigan, John Hayes, Marcus Horan                 |
| Avants     | Talonneur              | Rory Best, Jerry Flannery                                             |
| Avants     | Deuxième ligne         | Donncha O'Callaghan, Paul O'Connell, Mick O'Driscoll, Malcolm O'Kelly |
| Avants     | Troisième ligne aile   | Simon Easterby, Jonny O'Connor, David Wallace                         |
| Avants     | Troisième ligne centre | Denis Leamy                                                           |
| Arrières   | Demi de mêlée          | Eoin Reddan, Peter Stringer                                           |
| Arrières   | Demi d'ouverture       | Ronan O'Gara, David Humphreys                                         |
| Arrières   | Centre                 | Gordon D'Arcy, Brian O'Driscoll                                       |
| Arrières   | Ailier                 | Tommy Bowe, Shane Horgan, Andrew Trimble                              |
| Arrières   | Arrière                | Girvan Dempsey, Geordan Murphy                                        |

#### Italie
| Entraîneur | Entraîneur             | Pierre Berbizier                                                          |
| Avants     | Pilier                 | Martín Castrogiovanni, Andrea Lo Cicero, Carlos Nieto, Salvatore Perugini |
| Avants     | Talonneur              | Carlo Festuccia, Fabio Ongaro                                             |
| Avants     | Deuxième ligne         | Valerio Bernabò, Marco Bortolami , Carlo Del Fava, Santiago Dellapè       |
| Avants     | Troisième ligne aile   | Mauro Bergamasco, Aaron Persico, Maurizio Zaffiri, Alessandro Zanni       |
| Avants     | Troisième ligne centre | Sergio Parisse, Josh Sole                                                 |
| Arrières   | Demi de mêlée          | Paul Griffen, Simon Picone                                                |
| Arrières   | Demi d'ouverture       | Ramiro Pez, Rima Wakarua                                                  |
| Arrières   | Centre                 | Mirco Bergamasco, Gonzalo Canale                                          |
| Arrières   | Ailier                 | Pablo Canavosio, Ludovico Nitoglia                                        |
| Arrières   | Arrière                | Ezio Galon, Cristian Stoica                                               |

## Les matches
- Première journée :

| Samedi 4 février 2006 :   | Irlande    | 26 - 16 | Italie         |
| Samedi 4 février 2006 :   | Angleterre | 47 - 13 | Pays de Galles |
| Dimanche 5 février 2006 : | Écosse     | 20 - 16 | France         |

- Deuxième journée :

| Samedi 11 février 2006 :   | France         | 43 - 31 | Irlande    |
| Samedi 11 février 2006 :   | Italie         | 16 - 31 | Angleterre |
| Dimanche 12 février 2006 : | Pays de Galles | 28 - 18 | Écosse     |

- Troisième journée :

| Samedi 25 mars 2006 :      | Écosse  | 18 - 12 | Angleterre     |
| Samedi 25 février 2006 :   | France  | 37 - 12 | Italie         |
| Dimanche 26 février 2006 : | Irlande | 31 - 5  | Pays de Galles |

- Quatrième journée :

| Samedi 11 mars 2006 :   | Pays de Galles | 18 - 18 | Italie     |
| Samedi 11 mars 2006 :   | Irlande        | 15 - 9  | Écosse     |
| Dimanche 12 mars 2006 : | France         | 31 - 6  | Angleterre |

- Cinquième journée :

| Samedi 18 mars 2006 : | Italie         | 10 - 13 | Écosse  |
| Samedi 18 mars 2006 : | Pays de Galles | 16 - 21 | France  |
| Samedi 18 mars 2006 : | Angleterre     | 24 - 28 | Irlande |

## Première journée

### Irlande - Italie
4 février 2006 à Lansdowne Road, Dublin
Points marqués : 
 Irlande
- 2 essais : Flannery 26e et Bowe 48e
- 2 transformations : O'Gara
- 4 pénalités : O'Gara 40e+2, 60e, 70e, 83e

 Italie
- 1 essai : Mi. Bergamasco 30e
- transformation : Pez
- 3 pénalités : Pez 12e, 64e et Griffen 45e
- Carton jaune : Pez 38e

Évolution du score : 0-3, 7-3, 7-10, 10-10, mt, 10-13, 17-13, 20-13, 20-16, 23-16, 26-16
Arbitre : Dave Pearson 
Composition des équipes
 Irlande

0Titulaires : 15. Geordan Murphy 14. Shane Horgan 13. Brian O'Driscoll (capitaine) 12. Gordon D'Arcy 11. Tommy Bowe 10. Ronan O'Gara, 9. Peter Stringer 8. Denis Leamy 7. David Wallace 6. Simon Easterby 5. Paul O'Connell 4. Malcolm O'Kelly 3. John Hayes 2. Jerry Flannery 1. Marcus Horan

0Remplaçants : 16. Rory Best 17. Simon Best 18. Donncha O'Callaghan 19. Jonny O'Connor 20. Eoin Reddan 21. David Humphreys 22. Andrew Trimble

 Italie

0Titulaires : 15. Cristian Stoica 14. Pablo Canavosio 13. Gonzalo Canale 12. Mirco Bergamasco 11. Ludovico Nitoglia 10. Ramiro Pez 9. Paul Griffen 8. Sergio Parisse 7. Mauro Bergamasco 6. Josh Sole 5. Marco Bortolami (capitaine) 4. Santiago Dellapè 3. Carlos Nieto 2. Fabio Ongaro 1. Salvatore Perugini

0Remplaçants : 16. Carlo Festuccia 17. Andrea Lo Cicero 18. Martín Castrogiovanni 19. Carlo Del Fava 20. Aaron Persico 21. Simon Picone 22. Rima Wakarua

### Angleterre - pays de Galles
4 février 2006 à Twickenham, Londres
Points marqués :

 Angleterre
- 6 essais Cueto 15e, Moody 32e, Tindall 65e, Dallaglio 75e, Dawson 78e, Voyce 87e
- 4 transformations Hodgson 16e, 76e
Goode 79e, 88e
- 3 pénalités Hodgson 28e, 45e, 49e

 Pays de Galles
- 1 essai de M. Williams 35e
- transformation S.Jones
- 2 pénalités S.Jones 21e, 53e
- Carton jaune : M.Williams 52e

Évolution du score : 7-0, 7-3, 10-3, 15-3, 15-10, mt, 18-10, 18-13, 21-13, 26-13, 33-13, 40-13, 47-13
Arbitre : Paul Honiss 
Composition des équipes
 Angleterre

0Titulaires : 15. Josh Lewsey 14. Mark Cueto 13. Jamie Noon 12. Mike Tindall 11. Ben Cohen 10. Charlie Hodgson 9. Harry Ellis 8. Martin Corry (cap) 7. Lewis Moody 6. Joe Worsley 5. Danny Grewcock 4. Steve Borthwick 3. Matthew Stevens 2. Steve Thompson, 1. Andrew Sheridan

0Remplaçants : 16. Lee Mears 17. Julian White 18. Simon Shaw 19. Lawrence Dallaglio 20. Matt Dawson 21.Andy Goode 22. Tom Voyce.
 Pays de Galles

0Titulaires :  15. Gareth Thomas (cap) 14. Mark Jones 13. Hal Luscombe 12. Matthew Watkins 11. Shane Williams 10. Stephen Jones 9. Dwayne Peel 8. Michael Owen 7. Martyn Williams, 6. Colin Charvis 5. Robert Sidoli 4. Ian Gough 3. Adam Jones 2. Thomas Rhys Thomas 1. Duncan Jones

0Remplaçants : 16. Mefin Davies 17. Gethin Jenkins 18. Gareth Delve 19. Alix Popham 20. Gareth Cooper 21. Ceri Sweeney 22. Lee Byrne

### Écosse - France
5 février 2006 à Murrayfield, Édimbourg
Points marqués :

 Écosse
- 2 essais S. Lamont 11e, 45e
- 2 transformations Paterson
- 2 pénalités Paterson 21e, 32e

 France
- 2 essais de Bonnaire 50e et Bruno 80e+1
- 2 pénalités d'Élissalde 40e+1, 62e

Évolution du score : 7-0, 10-0, 13-0, 13-3, mt, 20-3, 20-8, 20-11, 20-16
Arbitre : Jonathan Kaplan 
Composition des équipes
 Écosse

0Titulaires : 15. Hugo Southwell 14. Chris Paterson, 13. Marcus Di Rollo 12. Andrew Henderson 11. Sean Lamont 10. Dan Parks 9. Mike Blair 8. Simon Taylor 7 Allister Hogg 6. Jason White (cap) 5. Scott Murray 4. Alastair Kellock 3. Bruce Douglas, 2. Dougie Hall, 1. Gavin Kerr

0Remplaçants : 16. Scott Lawson 17. Craig Smith 18. Scott MacLeod 19. Jon Petrie 20. Chris Cusiter 21. Gordon Ross 22. Simon Webster
 France

0Titulaires : 15. Nicolas Brusque 14. Cédric Heymans 13. Florian Fritz, 12. Ludovic Valbon 11. Christophe Dominici 10. Frédéric Michalak 9. Jean-Baptiste Élissalde 8. Julien Bonnaire 7. Rémy Martin 6. Yannick Nyanga 5 Jérôme Thion, 4 Fabien Pelous (cap) 3. Pieter de Villiers 2. Dimitri Szarzewski 1. Sylvain Marconnet

0Remplaçants : 16. Sébastien Bruno 17. Olivier Milloud 18. Lionel Nallet 19. Thomas Lièvremont 20. Dimitri Yachvili 21. Benjamin Boyet 22. Guillaume Boussès

## Deuxième journée

### France - Irlande
| 11 février 2006 13:30 GMT | France | 43 - 31 (29-3) | Irlande                                                                        | Stade de France, Saint-Denis 80 000 spectateurs Arbitre : Paul Honiss |
| 11 février 2006 13:30 GMT | Essai(s) : 6 Rougerie 3e Magne 8e Marty 18e, 58e Heymans 37e, 45e Transformation(s) : 5 Élissalde 8e, 18e, 37e, 45e, 58e Pénalité(s) : Élissalde 32e |                | Essai(s) : 'Gara 59e D'Arcy63e Transformation(s) : O'Gara Pénalité(s) : O'Gara | Stade de France, Saint-Denis 80 000 spectateurs Arbitre : Paul Honiss |
| 11 février 2006 13:30 GMT | |                |                                                                                | Stade de France, Saint-Denis 80 000 spectateurs Arbitre : Paul Honiss |

### Italie - Angleterre
11 février 2006 au Stade Flaminio, Rome
Points marqués
- Italie
- 1 essai Ma. Bergamasco
- transformation Pez
- 1 pénalité Pez 37e
- 2 drops Pez 40e+1, 42e

 Angleterre
- 4 essais de Tindall 30e
Hodgson 57e
Cueto 70e
Simpson-Daniel 80e+9
- 4 transformations Hodgson
- 1 pénalité Hodgson 51e

Évolution du score : 0-7, 3-7, 6-7, 9-7, mt, 9-10, 9-17, 9-24, 16-24, 16-31
Arbitre : Kelvin Deaker 
Composition des équipes
 Italie

0Titulaires :  15. Cristian Stoica 14. Pablo Canavosio 13. Gonzalo Canale 12 Mirco Bergamasco 11. Ludovico Nitoglia 10. Ramiro Pez 9 Paul Griffen 8. Sergio Parisse 7. Mauro Bergamasco 6 Josh Sole 5. Marco Bortolami (cap) 4. Santiago Dellapè 3. Carlos Nieto 2. Fabio Ongaro 1. Salvatore Perugini

0Remplaçants : 16. Carlo Festuccia 17. Andrea Lo Cicero 18. Martín Castrogiovanni 19. Carlo Del Fava 20. Aaron Persico 21. Simon Picone 22. Rima Wakarua
 Angleterre

0Titulaires : 15. Tom Voyce 14. Mark Cueto 13. Jamie Noon 12 Mike Tindall 11. Ben Cohen 10. Charlie Hodgson 9. Harry Ellis 8. Martin Corry (capitaine) 7. Lewis Moody 6. Joe Worsley 5. Danny Grewcock 4. Steve Borthwick 3. Matthew Stevens 2. Steve Thompson 1. Andrew Sheridan

0Remplaçants : 16. Lee Mears 17. Julian White 18. Simon Shaw 19. Lawrence Dallaglio 20. Matt Dawson 21. Andy Goode 22. James Simpson-Daniel

### Galles - Écosse
12 février 2006 au Millennium Stadium, Cardiff
Points marqués :

 Pays de Galles
4 essais de G. Thomas (2), Sidoli, et un de pénalité, 4 transformations de S. Jones

 Écosse
2 essais de Southwell et Paterson, 1 transformation et 2 pénalités de Paterson.
Évolution du score : 7-0, 7-3, 14-3, 14-6, 21-6, 28-6, 28-11, 28-18.
Arbitre : Steve Walsh .
Résumé
Composition des équipes
 Pays de Galles

0Titulaires : 15 Gareth Thomas, 14 Mark Jones, 13 Hal Luscombe, 12 Matthew Watkins, 11 Shane Williams, 10 Stephen Jones, 9 Dwayne Peel, 8 Michael Owen, 7 Martyn Williams, 6 Colin Charvis (cap), 5 Robert Sidoli, 4 Ian Gough, 3 Adam Jones, 2 Thomas Rhys Thomas, 1 Duncan Jones

0Remplaçants : 16 Mefin Davies, 17 Gethin Jenkins, 18 Adam M Jones, 19 Gareth Delve, 20 Michael Phillips, 21 Nicky Robinson, 22 Lee Byrne.
 Écosse

0Titulaires : 15 Hugo Southwell, 14 Chris Paterson, 13 Ben MacDougall, 12 Andrew Henderson, 11 Sean Lamont, 10 Dan Parks, 9 Mike Blair, 8 Simon Taylor, 7 Allister Hogg, 6 Jason White (cap), 5 Scott Murray, 4 Alastair Kellock, 3 Bruce Douglas, 2 Scott Lawson, 1 Gavin Kerr

0Remplaçants : 16 Ross Ford, 17 Craig Smith, 18 Scott MacLeod, 19 Jon Petrie, 20 Chris Cusiter, 21 Gordon Ross, 22 Simon Webster.

## Troisième journée

### France - Italie
25 février 2006 au Stade de France, Saint-Denis
Points marqués :
- France : 5 essais de Lièvremont, Nyanga, de Villiers, Rougerie et Michalak, 3 transformations et 2 pénalités d'Élissalde.
- Italie : 3 pénalités et un drop de Pez.

Évolution du score : 3-0, 3-3, 3-6, 3-9, 8-9, 8-12, 11-12, 16-12, 23-12, 30-12, 37-12.
Arbitre : Tony Spreadbury .
Résumé
Composition des équipes
- France
  - Titulaires : 15 Thomas Castaignède, 14 Aurélien Rougerie, 13 Florian Fritz, 12 Damien Traille, 11 Christophe Dominici, 10 Frédéric Michalak, 9 Jean-Baptiste Élissalde, 8 Thomas Lièvremont, 7 Olivier Magne, 6 Yannick Nyanga, 5 Jérôme Thion, 4 Fabien Pelous (cap), 3 Pieter de Villiers, 2 Raphaël Ibañez, 1 Olivier Milloud.
  - Remplaçants : 16 Sébastien Bruno, 17 Sylvain Marconnet, 18 Lionel Nallet, 19 Julien Bonnaire, 20 Dimitri Yachvili, 21 David Marty, 22 Cédric Heymans.
- Italie
  - Titulaires : 15 Cristian Stoica, 14 Pablo Canavosio, 13 Gonzalo Canale, 12 Mirco Bergamasco, 11 Ludovico Nitoglia, 10 Ramiro Pez, 9 Paul Griffen, 8 Sergio Parisse, 7 Mauro Bergamasco, 6 Josh Sole, 5 Marco Bortolami (cap), 4 Carlo Del Fava, 3 Carlos Nieto, 2 Fabio Ongaro, 1 Salvatore Perugini.
  - Remplaçants : 16 Carlo Festuccia, 17 Andrea Lo Cicero, 18 Martín Castrogiovanni, 19 Valerio Bernabò, 20 Alessandro Zanni, 21 Simon Picone, 22 Ezio Galon.

### Écosse - Angleterre
25 février 2006 à Murrayfield, Édimbourg
Points marqués :
- Écosse : 5 pénalités de Paterson et 1 drop de Parks.
- Angleterre : 4 pénalités de Hodgson.

Évolution du score : 3-0, 3-3, 3-6, 6-6, 9-6, 12-6, 12-9, 15-9, 15-12, 18-12.
Arbitre : Alan Lewis .
Résumé
Composition des équipes
- Écosse
  - Titulaires : 15 Hugo Southwell, 14 Chris Paterson, 13 Marcus Di Rollo, 12 Andrew Henderson, 11 Sean Lamont, 10 Dan Parks, 9 Mike Blair, 8 Simon Taylor, 7 Allister Hogg, 6 Jason White (cap), 5 Alastair Kellock, 4 Scott MacLeod, 3 Bruce Douglas, 2 Dougie Hall, 1 Gavin Kerr.
  - Remplaçants : 16 Ross Ford, 17 Craig Smith, 18 Nathan Hines, 19 Jon Petrie, 20 Chris Cusiter, 21 Gordon Ross, 22 Simon Webster.
- Angleterre
  - Titulaires : 15 Josh Lewsey, 14 Mark Cueto, 13 Jamie Noon, 12 Mike Tindall, 11 Ben Cohen, 10 Charlie Hodgson, 9 Harry Ellis, 8 Martin Corry (cap), 7 Lewis Moody, 6 Joe Worsley, 5 Danny Grewcock, 4 Steve Borthwick, 3 Julian White, 2 Steve Thompson, 1 Andrew Sheridan.
  - Remplaçants : 16 George Chuter, 17 Perry Freshwater, 18 Simon Shaw, 19 Lawrence Dallaglio, 20 Matt Dawson, 21 Andy Goode, 22 Tom Voyce.

### Irlande - Galles
26 février 2006 à Lansdowne Road, Dublin
Points marqués :
- Irlande : 3 essais de Wallace, Horgan et Stringer, 2 transformations et 4 pénalités de O'Gara.
- Galles : 1 essai de M. Jones.

Évolution du score : 0-5, 3-5, 8-5, 11-5, 18-5, 21-5, 24-5, 31-5.
Arbitre : Jonathan Kaplan .
Résumé
Composition des équipes
- Irlande
  - Titulaires : 15 Geordan Murphy, 14 Shane Horgan, 13 Brian O'Driscoll (cap.), 12 Gordon D'Arcy, 11 Andrew Trimble, 10 Ronan O'Gara, 9 Peter Stringer, 8 Denis Leamy, 7 David Wallace, 6 Simon Easterby, 5 Malcolm O'Kelly, 4 Donncha O'Callaghan, 3 John Hayes, 2 Jerry Flannery, 1 Marcus Horan.
  - Remplaçants : 16 Rory Best, 17 Simon Best, 18 Mick O'Driscoll, 19 Jonny O'Connor, 20 Eoin Reddan, 21 David Humphreys, 22 Girvan Dempsey.
- Pays de Galles
  - Titulaires : 15 Lee Byrne, 14 Mark Jones, 13 Hal Luscombe, 12 Matthew Watkins, 11 Dafydd James, 10 Stephen Jones, 9 Dwayne Peel, 8 Michael Owen (cap.), 7 Martyn Williams, 6 Colin Charvis, 5 Robert Sidoli, 4 Ian Gough, 3 Adam Jones, 2 Thomas Rhys Thomas, 1 Duncan Jones.
  - Remplaçants : 16 Mefin Davies, 17 Gethin Jenkins, 18 Jonathan Thomas, 19 Gareth Delve, 20 Mike Phillips, 21 Gavin Henson, 22 Barry Davies.

## Quatrième journée

### Galles - Italie
11 mars 2006 au Millennium Stadium, Cardiff
Points marqués :
- Galles : 2 essais de M. Jones et un S. Jones, 1 transformation et 2 pénalités de S. Jones.
- Italie : 2 essais de Galon et Canavosio, 1 transformation et 2 pénalités de Pez.

Évolution du score : 3-0, 8-0, 8-5, 15-5, 15-8, 15-15, 15-18, 18-18.
Arbitre : Joël Jutge .
Résumé
Composition des équipes
- Pays de Galles
  - Titulaires : 15 Lee Byrne, 14 Mark Jones, 13 Hal Luscombe, 12 Matthew Watkins, 11 Shane Williams, 10 Stephen Jones, 9 Dwayne Peel, 8 Michael Owen (cap), 7 Martyn Williams, 6 Colin Charvis, 5 Robert Sidoli, 4 Ian Gough, 3 Adam Jones, 2 Thomas Rhys Thomas, 1 Duncan Jones.
  - Remplaçants : 16 Mefin Davies, 17 Gethin Jenkins, 18 Jonathan Thomas, 19 Alix Popham, 20 Michael Phillips, 21 Nicky Robinson, 22 Gavin Henson.
- Italie
  - Titulaires : 15 Ezio Galon, 14 Pablo Canavosio, 13 Gonzalo Canale, 12 Mirco Bergamasco, 11 Ludovico Nitoglia, 10 Ramiro Pez, 9 Paul Griffen, 8 Josh Sole, 7 Maurizio Zaffiri, 6 Sergio Parisse, 5 Marco Bortolami (cap), 4 Santiago Dellapè, 3 Carlos Nieto, 2 Carlo Festuccia, 1 Salvatore Perugini.
  - Remplaçants : 16 Fabio Ongaro, 17 Andrea Lo Cicero, 18 Martín Castrogiovanni, 19 Carlo Del Fava, 20 Alessandro Zanni, 21 Simon Picone, 22 Cristian Stoica.

### Irlande - Écosse
11 mars 2006 à Lansdowne Road, Dublin
Points marqués :
- Irlande : 5 pénalités de O'Gara.
- Écosse : 3 pénalités de Paterson.

Évolution du score : 3-0, 6-0, 6-3, 6-6, 9-6, 9-9, 12-9, 15-9.
Arbitre : Stuart Dickinson .
Résumé
Composition des équipes
- Irlande
  - Titulaires : 15 Geordan Murphy, 14 Shane Horgan, 13 Brian O'Driscoll (cap.), 12 Gordon D'Arcy, 11 Andrew Trimble, 10 Ronan O'Gara, 9 Peter Stringer, 8 Denis Leamy, 7 David Wallace, 6 Simon Easterby, 5 Paul O'Connell, 4 Malcolm O'Kelly, 3 John Hayes, 2 Jerry Flannery, 1 Marcus Horan.
  - Remplaçants : 16 Rory Best, 17 Simon Best, 18 Donncha O'Callaghan, 19 Mick O'Driscoll, 20 Eoin Reddan, 21 David Humphreys, 22 Girvan Dempsey.
- Écosse
  - Titulaires : 15 Hugo Southwell, 14 Chris Paterson, 13 Marcus Di Rollo, 12 Andrew Henderson, 11 Sean Lamont, 10 Dan Parks, 9 Mike Blair, 8 Simon Taylor, 7 Allister Hogg, 6 Jason White (cap), 5 Scott Murray, 4 Nathan Hines, 3 Bruce Douglas, 2 Dougie Hall, 1 Gavin Kerr.
  - Remplaçants : 16 Scott Lawson, 17 Craig Smith, 18 Alastair Kellock, 19 Jon Petrie, 20 Chris Cusiter, 21 Gordon Ross, 22 Simon Webster.

### France - Angleterre
12 mars 2006 au Stade de France, Saint-Denis
Points marqués :
- France : 3 essais de Fritz, Traille et Dominici, 2 transformations et 4 pénalités de Yachvili.
- Angleterre : 2 pénalités de Hodgson et Goode.

Évolution du score : 7-0, 10-0, 13-0, 16-0, 16-3, 16-6, 21-6, 24-6, 31-6.
Arbitre : Alain Rolland .
Résumé
Composition des équipes
- France
  - Titulaires : 15 Thomas Castaignède, 14 Aurélien Rougerie, 13 Florian Fritz, 12 Damien Traille, 11 Christophe Dominici, 10 Frédéric Michalak, 9 Dimitri Yachvili, 8 Thomas Lièvremont, 7 Olivier Magne, 6 Yannick Nyanga, 5 Jérôme Thion, 4 Fabien Pelous (cap), 3 Pieter de Villiers, 2 Raphaël Ibañez, 1 Sylvain Marconnet.
  - Remplaçants : 16 Dimitri Szarzewski, 17 Olivier Milloud, 18 Lionel Nallet, 19 Julien Bonnaire, 20 Jean-Baptiste Élissalde, 21 Ludovic Valbon, 22 Cédric Heymans.
- Angleterre
  - Titulaires : 15 Josh Lewsey, 14 Mark Cueto, 13 Jamie Noon, 12 Mike Tindall, 11 Ben Cohen, 10 Charlie Hodgson, 9 Matt Dawson, 8 Martin Corry (cap), 7 Lewis Moody, 6 Joe Worsley, 5 Danny Grewcock, 4 Steve Borthwick, 3 Julian White, 2 Steve Thompson, 1 Matt Stevens.
  - Remplaçants : 16 Lee Mears, 17 Andrew Sheridan, 18 Simon Shaw, 19 Lawrence Dallaglio, 20 Harry Ellis, 21 Andy Goode, 22 Tom Voyce.

## Cinquième journée

### Italie - Écosse
18 mars 2006 au Stade Flaminio, Rome
Points marqués :
- Italie : 1 essai de Mi. Bergamasco, 1 transformation et 1 pénalité de Pez.
- Écosse : 1 essai, 1 transformation et 1 pénalité de Paterson, 1 drop de Ross.

Évolution du score : 7-0, 7-7, 7-10, 10-10, 10-13.
Arbitre : Alain Rolland .
Résumé
Composition des équipes
- Italie
  - Titulaires : 15 Cristian Stoica, 14 Pablo Canavosio, 13 Gonzalo Canale, 12 Mirco Bergamasco, 11 Ludovico Nitoglia, 10 Ramiro Pez, 9 Paul Griffen, 8 Josh Sole, 7 Maurizio Zaffiri, 6 Sergio Parisse, 5 Marco Bortolami (cap), 4 Santiago Dellapè, 3 Martín Castrogiovanni, 2 Fabio Ongaro, 1 Salvatore Perugini.
  - Remplaçants : 16 Carlo Festuccia, 17 Andrea Lo Cicero, 18 Carlo Del Fava, 19 Alessandro Zanni, 20 Simon Picone, 21 Rima Wakarua, 22 Ezio Galon.
- Écosse
  - Titulaires : 15 Hugo Southwell, 14 Chris Paterson, 13 Marcus Di Rollo, 12 Andrew Henderson, 11 Sean Lamont, 10 Gordon Ross, 9 Chris Cusiter, 8 Simon Taylor, 7 Allister Hogg, 6 Jason White (cap), 5 Scott Murray, 4 Nathan Hines, 3 Bruce Douglas, 2 Scott Lawson, 1 Gavin Kerr.
  - Remplaçants : 16 Dougie Hall, 17 Craig Smith, 18 Alastair Kellock, 19 Jon Petrie, 20 Mike Blair, 21 Dan Parks, 22 Simon Webster.

### Galles - France
18 mars 2006 au Millennium Stadium, Cardiff
Points marqués :
- Galles : 1 essai de Luscombe, 1 transformation de S. Jones, 3 pénalités de S. Jones (2) et Henson.
- France : 2 essais de Szarzewski et Fritz, 1 transformation d'Élissalde, 3 pénalités de Yachvili (2) et Élissalde.

Évolution du score : 3-0, 3-3, 6-3, 13-3, 13-6, 13-11, 16-11, 16-18, 16-21.
Arbitre : Chris White .
Résumé
Composition des équipes
- Pays de Galles
  - Titulaires : 15 Lee Byrne, 14 Dafydd James, 13 Hal Luscombe, 12 Matthew Watkins, 11 Shane Williams, 10 Stephen Jones, 9 Michael Phillips, 8 Alix Popham, 7 Martyn Williams, 6 Michael Owen (cap), 5 Robert Sidoli, 4 Ian Gough, 3 Adam Jones, 2 Thomas Rhys Thomas, 1 Duncan Jones.
  - Remplaçants : 16 Mefin Davies, 17 Gethin Jenkins, 18 Jonathan Thomas, 19 Dafydd Jones, 20 Andy Williams, 21 Nicky Robinson, 22 Gavin Henson.
- France
  - Titulaires : 15 Thomas Castaignède, 14 Aurélien Rougerie, 13 Florian Fritz, 12 Damien Traille, 11 Christophe Dominici, 10 Frédéric Michalak, 9 Dimitri Yachvili, 8 Thomas Lièvremont, 7 Julien Bonnaire, 6 Yannick Nyanga, 5 Jérôme Thion, 4 Fabien Pelous (cap), 3 Pieter de Villiers, 2 Raphaël Ibañez, 1 Sylvain Marconnet.
  - Remplaçants : 16 Dimitri Szarzewski, 17 Olivier Milloud, 18 Lionel Nallet, 19 Olivier Magne, 20 Jean-Baptiste Élissalde, 21 Ludovic Valbon, 22 Cédric Heymans.

### Angleterre - Irlande
18 mars 2006 à Twickenham, Londres
Points marqués :
- Angleterre : 2 essais de Noon et Borthwick, 1 transformation et 4 pénalités de Goode.
- Irlande : 3 essais de Horgan (2)et Leamy, 2 transformations et 3 pénalités de O'Gara.

Évolution du score : 5-0, 5-5, 5-8, 5-11, 8-11, 8-14, 11-14, 18-14, 18-21, 21-21, 24-21, 24-28.
Arbitre : Nigel Whitehouse .
Résumé
Composition des équipes
- Angleterre
  - Titulaires : 15 Tom Voyce, 14 Mark Cueto, 13 Jamie Noon, 12 Stuart Abbott, 11 Ben Cohen, 10 Andy Goode, 9 Harry Ellis, 8 Martin Corry (cap.), 7 Lewis Moody, 6 Joe Worsley, 5 Simon Shaw, 4 Steve Borthwick, 3 Julian White, 2 Lee Mears, 1 Andrew Sheridan.
  - Remplaçants : 16 Steve Thompson, 17 Perry Freshwater, 18 Danny Grewcock, 19 Lawrence Dallaglio, 20 Matt Dawson, 21 Dave Walder, 22 Mike Tindall.
- Irlande
  - Titulaires : 15 Geordan Murphy, 14 Shane Horgan, 13 Brian O'Driscoll (cap.), 12 Gordon D'Arcy, 11 Andrew Trimble, 10 Ronan O'Gara, 9 Peter Stringer, 8 Denis Leamy, 7 David Wallace, 6 Simon Easterby, 5 Paul O'Connell, 4 Malcolm O'Kelly, 3 John Hayes, 2 Jerry Flannery, 1 Marcus Horan.
  - Remplaçants : 16 Rory Best, 17 Simon Best, 18 Donncha O'Callaghan, 19 Jonny O'Connor, 20 Eoin Reddan, 21 David Humphreys, 22 Girvan Dempsey.

## Meilleurs marqueurs d'essais
| 1 | Mirco Bergamasco  | 3 | Italie         |
| - | Shane Horgan      | 3 | Irlande        |
| 2 | Mark Cueto        | 2 | Angleterre     |
| - | Mike Tindall      | 2 | Angleterre     |
| - | Gareth Thomas     | 2 | Pays de Galles |
| - | Mark Jones        | 2 | Pays de Galles |
| - | Sean Lamont       | 2 | Écosse         |
| - | Chris Paterson    | 2 | Écosse         |
| - | Aurélien Rougerie | 2 | France         |
| - | David Marty       | 2 | France         |
| - | Cédric Heymans    | 2 | France         |
| - | Florian Fritz     | 2 | France         |

## Meilleurs marqueurs de points
| 1 | Ronan O'Gara    | 76 | Irlande        |
| 2 | Chris Paterson  | 57 | Écosse         |
| 3 | Ramiro Pez      | 44 | Italie         |
| - | Charlie Hodgson | 44 | Angleterre     |
| 5 | Stephen Jones   | 37 | Pays de Galles |